# گیلدفورد فور و مگوایر سون

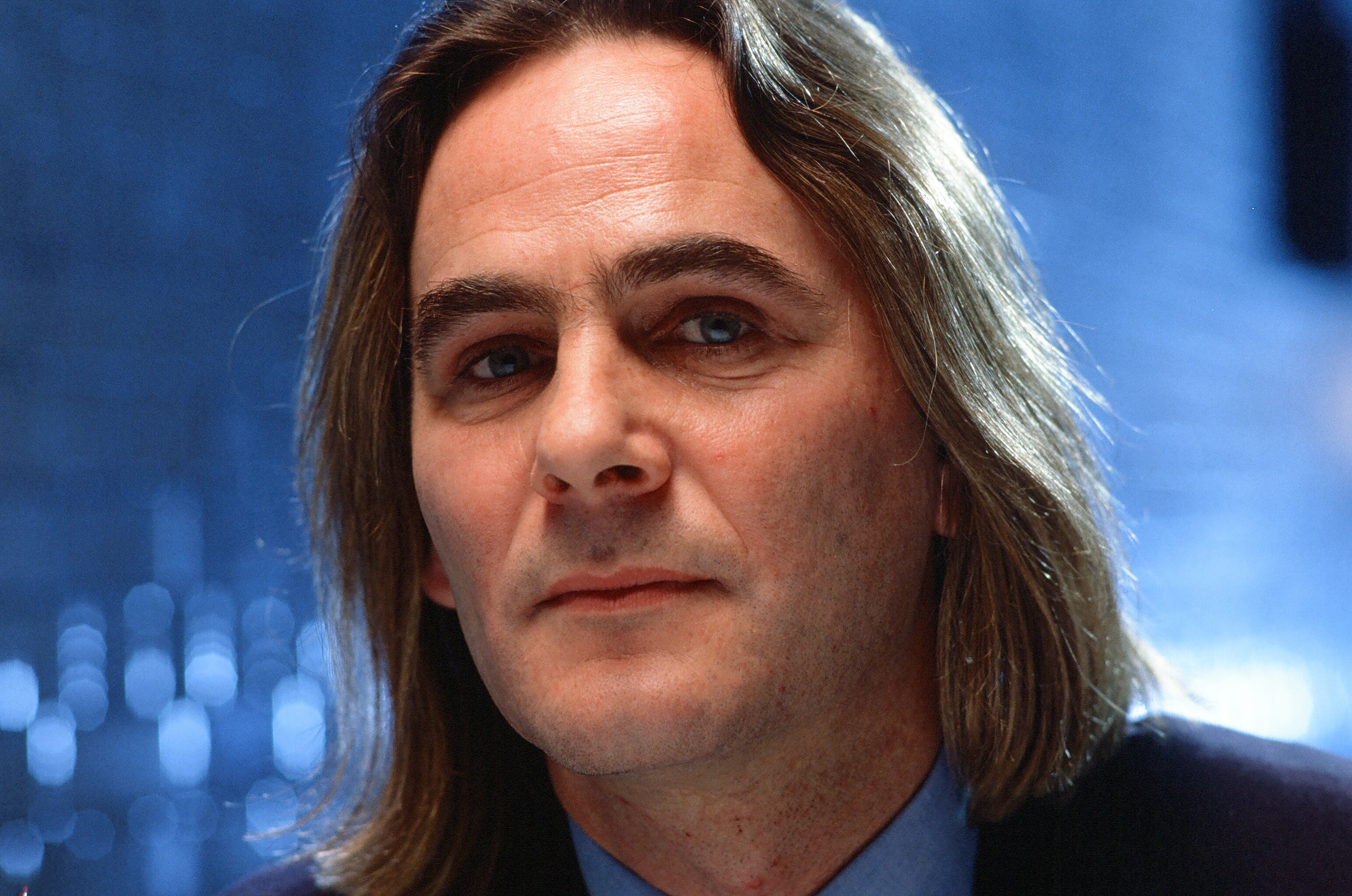
نگارهٔ پل مایکل هیل، از متهمین این پرونده - ۱۹۹۴

گیلدفورد فور و مگوایر سون به گروهی چهارنفره و گروهی هفت نفره گفته می‌شود که در پی بمب‌گذاری در میخانه‌های گیلدفورد و بمب‌گذاری در وولویچ دستگیر شدند. چهار عضو گروه گیلدفورد فور (سه جوان ایرلندی و یک انگلیسی) در بازجویی به دو بمب‌گذاری و جرایم دیگر اعتراف کردند. هفت عضو گروه مگوایر سون (اعضای خانواده جرارد کانلن، از اعضای گیلدفورد فور) به ساخت بمب اعتراف کردند. در سال ۱۹۷۶ و ۱۹۷۷ آنها در دادگاهی در انگلستان محاکمه شدند و در دادگاه اظهار کردند که تحت شکنجه اعتراف کرده‌اند و ارتباطی با ارتش موقت جمهوری‌خواه ایرلند که مسئولیت بمب‌گذاری‌ها را پذیرفته بود، ندارند، اما همگی به زندان‌های درازمدت محکوم شدند. پس از مبارزات فراوان برای اثبات بی‌گناهیشان، در نهایت در سال‌های ۱۹۸۹ تا ۱۹۹۱ همگی بی‌گناه شناخته شده و آزاد شدند در حالی که یک نفر از محکومین در زندان درگذشته بود، دوره زندان برخی به پایان رسیده بود و برخی دیگر پانزده الی شانزده سال را در زندان سپری کرده بودند.
بمب‌گذاری در دو میخانه در گیلدفورد پنج کشته و ۶۵ مجروح به جا گذاشت، بمب‌گذاری در وولویچ منجر به کشته شدن دو نفر و مجروح شدن ۲۸ نفر شد. هیچ‌کس به جرم شرکت در بمب‌گذاری‌ها و ساخت بمب دستگیر یا متهم نشد. سه افسر پلیس به تبانی برای کتمان حقیقت و جلوگیری از اجرای عدالت متهم شدند اما هیچکدام محکوم نشدند.

## گیلدفورد فور
چهار عضو گروه گیلدفورد که مستقیماً به دست داشتن در بمب‌گذاری متهم شدند عبارنتد از:
| متهم             | سن متهم در زمان برگزاری دادگاه | حکم                                                                                            |
| ---------------- | ------------------------------ | ---------------------------------------------------------------------------------------------- |
| پل مایکل هیل     | ۲۱                             | - بمب‌گذاری در میخانه‌های گیلدفورد - بمب‌گذاری در وولویچ - قتل یک سرباز انگلیسی به نام برایان شاو |
| جرارد کانلن      | ۲۱                             | - بمب‌گذاری در میخانه‌های گیلدفورد                                                               |
| پاتریک آرمسترانگ | ۲۵                             | - بمب‌گذاری در میخانه‌های گیلدفورد - بمب‌گذاری در وولویچ                                          |
| کرول ریچاردسن    | ۱۷                             | بمب‌گذاری در میخانه‌های گیلدفورد                                                                 |

## مگوایر سون
هفت عضو گروه مگوایر سون که متهم شدند نیتروگلیسیرین مورد استفاده در بمب‌گذاری‌های را در اختیار آی‌آرای قرار دادند، عبارتند از:
| متهم                 | نسبت                   | سن در زمان دادرسی | حکم    |
| -------------------- | ---------------------- | ----------------- | ------ |
| آن مگوایر            |                        | ۴۰                | ۱۴سال  |
| پاتریک مگوایر        | شوهر آن مگوتیر         | ۴۲                | ۱۴ سال |
| پاتریک مگوایر        | پسر آن و پاتریک مگوایر | ۱۴                | ۴ سال  |
| وینسنت مگوایر        | پسر آن و پاتریک مگوایر | ۱۷                | ۵ سال  |
| شان اسمیت            | برادر آن مگوایر        | ۳۷                | ۱۲ سال |
| پاتریک اونیل         | دوسشت خانوادگی         | ۳۵                | ۱۲ سال |
| پاتریک (جوزپه) کانلن | شوهر خواهر آن مگوایر   | ۵۲                | ۱۲ سال |